# Autostrada A32 (Portugalia)
Autostrada A32 (port. Autoestrada A32, Autoestrada de Entre Douro-e-Vouga) – autostrada w północnej Portugalii, przebiegająca przez dystrykt Aveiro.
Autostrada zaczyna się w Carvalhos, w pobliżu Porto, a kończy się w Oliveira de Azeméis.